# 余立志
余立志（1969年1月5日—），是一名中國已退役男子羽球運動員。

## 簡歷
1991年，余立志參加1991年世界羽毛球錦標賽男子單打項目，獲得第九名。他參加了1996年夏季奧林匹克運動會羽球比賽男子單打項目。在那裡，他在16強賽中輸給馬來西亞選手瑞許·西迪。同年，他贏得了瑞典羽球公開賽和波蘭羽球公開賽。